# Викрадення подружжя Хілл
Бетті (1919—2004) і Барні (1922—1969) Хілл (англ. Betty and Barney Hill) — американська подружня пара, яка, нібито, пережила викрадення істотами з НЛО. Цей випадок є одним із найвідоміших і найбільш згадуваних в уфології, оскільки є найбільш раннім задокументованим випадком так званих контактів сьомого ступеня, описуваних як статевий акт між людиною і прибульцем.

## Поява НЛО
Уночі 19 вересня 1961 року подружжя поверталося в автомобілі з Канади в Портсмут (штат Нью-Гемпшир, США). Проїжджаючи через Уайт-Маунтінс, вони помітили в небі світло. Незабаром з'ясувалося, що це світло переслідує їхній автомобіль. Барні розгледів у бінокль величезний дископодібний об'єкт, що світився, з якоюсь подобою літакових крил з боків, який висів над землею на висоті 80—100 футів (24—30 м). Також Барні нібито бачив всередині об'єкта кілька людиноподібних істот.
Хілли поспішили виїхати якнайдалі від об'єкта, почувши слідом «короткі сигнали» як від мікрохвильової печі. Барні відчував сильний біль у шиї. Пізніше на машині, у якій вони їхали, були виявлені незмивні плями. Подружжя не могло пригадати, що з ними сталося протягом двох годин, що вони провели в дорозі.
З'ясувалося, що тієї ж ночі авіабаза в Пізі зафіксувала на радарах невпізнаний літаючий об'єкт у тих місцях, де Хілли нібито зазнали переслідувань.

## Викрадення
Пізніше у подружжя почалися стреси, а Бетті стали снитися кошмари. У них її катували незрозумілі сутності в дивному місці.
Бетті і Барні звернулися в відому психіатричну клініку. Доктор Саймон вирішив провести з ними сеанс регресивного гіпнозу і з'ясувати, що сталося з ними за ті дві години, що випали з пам'яті Хілл. Кожного з подружжя обстежили в різних палатах, і їхні розповіді багато в чому збігалися.
Під гіпнозом обоє розповіли, що в ту вересневу ніч їх машина була зупинена низькорослими гуманоїдами з великими грушоподібними головами.
Гуманоїди нібито забрали їх в об'єкт, що світився. Барні в стані гіпнозу розповів, що вони приклали до його статевих органів невідомий апарат. Бетті, своєю чергою, розповідала, що в її живіт вводили довгу голку.

## Зоряна карта

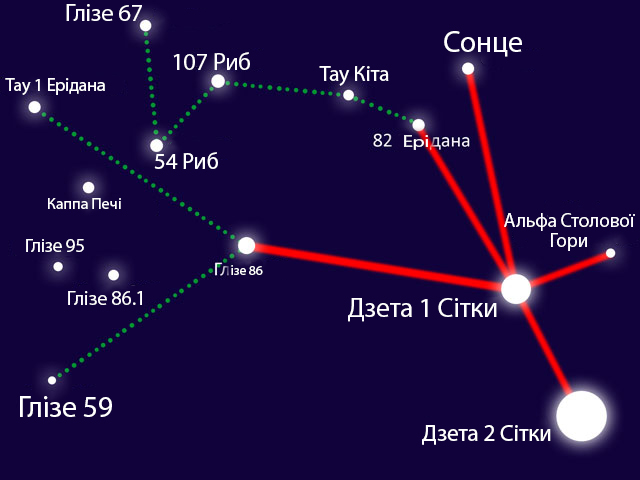
«Зоряна карта» Бетті Хілл (за версією Марджері Фіш

Бетті говорила, що ці істоти нібито прибули з іншої планети: їй показали деякі креслення без написів, які вона назвала «зоряною картою». Одна з істот, які спілкувалися з нею телепатично, запитала її, чи знає вона, де знаходиться Сонце. Бетті відповіла, що не знає, і ця істота не повідомила їй, звідки вони прилетіли. Перебуваючи в стані гіпнозу, Бетті намалювала цю «карту», що являла собою групу точок і кіл, з'єднаних між собою різними лініями. Істота повідомила їй, що суцільні лінії означають торгові шляхи, а пунктирні — «місця, у яких вони зрідка бували». Цікаво, що до Сонця прокладений регулярний маршрут.
Деякі уфологи, як-от Жак Валле (Jacques Vallée) і Доналд Кіхо (Donald Keyhoe), поставилися скептично до цього випадку в цілому і до такої деталі, як «зоряна карта» зокрема. Для інших же уфологів, що були прихильниками ідеї позаземного походження НЛО, цей випадок став доказом їх гіпотези.
Астроном-любитель Марджері Фіш зі штату Огайо в результаті тривалих пошуків виявила зірки, положення яких могли б відповідати малюнку Бетті. Фіш шукала серед зірок, розташованих на відстані 50 світлових років від Сонця, і серед тих, що, на думку астрономів того часу, могли б мати придатні для життя планети. Згідно з її розрахунками, істоти, які викрали Хілл, прилетіли з планети біля бінарної зоряної системи Дзета-1 і Дзета-2 сузір'я Сітки. Існування цих планет сьогодні у 54 Риб і у 82 Ерідана — з тих, які вказані на цій карті, — доведено.

## Вплив на культуру
- У серіалі «Темні небеса», у 1-й серії головний герой приходить у гості до родини Хілл, аби розслідувати їх випадок.
- У мультсеріалі «Гравіті Фолз», у сімнадцятій серії другого сезону в криптограмі на інопланетному космічному кораблі зашифрований напис «BETTY AND BARNEY WERE HERE».